# Abarema curvicarpa
Espèce
Statut de conservation UICN

 LC  : Préoccupation mineure
Synonymes
- Abarema curvicarpa var. curvicarpa[1]
- Pithecellobium curvicarpum H.S.Irwin[1] [2]

Abarema curvicarpa est une espèce de plantes à fleurs de la famille des Fabacées.
Selon Plants of the World Online, c'est un synonyme de Jupunba curvicarpa. Selon ce site, c'est un arbre vivant en Amérique du Sud. Il pousse en milieu tropical humide.

## Description
C'est un arbre.

## Répartition
Cette espèce est présente au Brésil, au Guyana, en Guyane et au Suriname.

## Liste des variétés
Selon Catalogue of Life (24 juillet 2017) :
- variété Abarema curvicarpa var. curvicarpa
- variété Abarema curvicarpa var. rodriguesii Barneby & J.W.Grimes